# Clorodiazepóxido
Clorodiazepóxido ou clordiazepóxido é uma substância utilizada como medicamento pertencente ao grupo das benzodiazepinas com ação ansiolítica. Foi sintetizado por Leo Sternbach em 1961 acidentalmente.

## Indicações
- Perturbações da  ansiedade e sintomas ansiosos
- É utilizado como adjuvante na síndrome de abstinência alcoólica
- Pode ser usado como pré-anestesia

## Reacções adversas
- Sonolência
- Descoordenação motora
- Alterações gastro-intestinais
- Diarreia
- Vómitos
- Alterações do  apetite
- Alterações visuais
- Irregularidades cardiovasculares
- Alteração da memória
- Confusão
- Depressão
- Vertigem
- O seu uso prolongado pode causar dependência e síndrome de abstinência quando a medicação é interrompida

## Contra indicações e precauções
- As doses devem ser reduzidas nos idosos
- Deve ser administrado com cuidado em doentes com miastenia gravis ou insuficiência respiratória ou com apneia do sono
- Portadores de porfiria não devem tomar clorodiazepóxido

## Interacções
Deve ser evitado o uso concomitante de álcool e medicamentos depressores do Sistema Nervoso Central.

## Posologia
- Dose média diária é de 30 mg em 3 administrações. Se necessário pode-se atingir a dose de 100 mg

## Farmacocinética
- Clorodiazepóxido atravessa a barreira placentária e aparece em pequenas doses no leite materno
- Cerca de 96 % de clorodiazepóxido liga-se às proteína plasmáticas
- O pico de maior concentração no plasma é obtido uma ou duas horas após administração oral
- A semivida de clorodiazepóxido varia entre cinco a trinta horas. Alguns dos seus metabolitos têm uma semivida de vários dias
- Os metabolitos do clorodiazepóxido têm acção farmacológica

## Excreção
- Clorodiazepóxido é excretado pela urina, assim como os seus metabolitos

## Classificação
- MSRM
- ATC - N05BA02
- CAS
  - Clorodiazepóxido - 58-25-3
  - Clorodiazepóxido hidroclorido - 438-41-5

## Fórmula molecular
- Clorodiazepóxido

C16H14ClN3O
- Clorodiazepóxido hidroclorido

C16H14ClN3O, HCl